# František Čajka (starosta)
František Čajka (20. srpna 1890 Černotín – 11. dubna 1945 Koncentrační tábor Mauthausen?) byl český pedagog, starosta města Hranice, odbojář a oběť nacismu.

## Život
František Čajka se narodil 20. srpna 1890 v Černotíně na Hranicku. Vystudoval učitelský ústav v Příboře, od roku 1914 působil jako učitel a poté jako ředitel na měšťanské chlapecké škole v Hranicích. Od roku 1928 byl členem obecního zastupitelstva tamtéž, mezi lety 1932 a 1934 a též 1937 a 1939 starostou města. Byl členem Strany práce a poté Československé sociálně demokratické strany dělnické. Na post starosty rezignoval, když 15. března 1939 předal řízení města důstojníkovi okupační německé armády. V zastupitelstvu města působil do roku 1941, kdy bylo okupační mocí rozpuštěno. Vstoupil do protinacistického odboje a stal se okresním důvěrníkem organizace Hnutí za svobodu. Za svou činnost byl 30. ledna 1945 zatčen gestapem a vězněn v brněnských Kounicových kolejích. Jeho další osudy jsou nevyjasněné, zřejmě byl odtransportován do koncentračního tábora Mauthausen, kde 11. dubna 1945 za nejasných okolností zahynul.